# Tove Ditlevsen
Tove Ditlevsen   (Copenhaguen, 14 de desembre de 1917 - Copenhaguen, 7 de març de 1976) va ser una escriptora danesa, una de les autores més conegudes de Dinamarca en el moment de la seva mort. Va publicar 29 llibres que inclouen contes, novel·les, poesia i memòries; es va casar i divorciar quatre vegades, d'aquestes unions va tenir tres fills.
La identitat femenina, la memòria i la pèrdua de la infància són temes recurrents a la seva obra. Va començar a escriure poemes als deu anys, i el seu primer poemari es va publicar al començament de la seva vintena. El 1947 va experimentar un èxit popular amb la publicació de la seva col·lecció de poesia Blinkende Lygter (Fanals centellejants). La Danish Broadcasting Corporation li va encarregar que escrivís una novel·la, Vi har kun hinanden, que va ser publicada el 1954 i emesa per ràdio. Ditlevsen també va ser autora d'una columna al setmanari Familie Journalen, que responia a cartes dels lectors.
Tres dels seus llibres, Barndom (infància), Ungdom (joventut) i Gift (que significa alhora verí i casada), formen una trilogia autobiogràfica.
Al llarg de la seva vida adulta, Ditlevsen va lluitar contra l'abús de l'alcohol i les drogues, i va ser ingressada diverses vegades en un hospital psiquiàtric, un tema recurrent en les seves novel·les posteriors. El 1976 es va suïcidar prenent-se una sobredosi de píndoles per a dormir.

## Reconeixement i llegat
El 1953 li van atorgar el premi Tagea Brandt Rejselegat i el 1956 el De Gyldne Laurbær. El 2014 va ser inclosa al cànon literari per a les escoles primàries daneses.
El seu poema "Blinkende Lygter", del llibre homònim, apareix en la pel·lícula Blinkende Lygter (2000), dirigida per Anders Thomas Jensen. El 1986, Astrid Henning-Jensen va realitzar una versió cinematogràfica de la novel·la Barndommens gade [El carrer de la infantesa], de Ditlevsen. La banda sonora va estar a càrrec d'Anne Linnet, que cantava poemes de Ditlevsen. La seva novel·la Ansigterne (Les cares) ha estat adaptada teatralment i se n'ha fet una sèrie per la televisió danesa. El 1994 es va publicar una selecció de poemes bilingües danés-català titulats Poemes (València: Magnànim) a càrrec d'Encarna Sant-Celoni i Anne Marie Dinesen.
La trilogia autobiogràfica de l'autora es va publicar en català el 2021 amb el títol Trilogia de Copenhaguen.